# Phaonia algida
Phaonia algida är en tvåvingeart som beskrevs av Zinovjev 1983. Phaonia algida ingår i släktet Phaonia och familjen husflugor.
Artens utbredningsområde är Kazakstan. Inga underarter finns listade i Catalogue of Life.